# BonziBuddy
BonziBUDDY, estilizado como BonziBuddy, foi um vírus de desktop criado por Joe e Jay Bonzi. Na escolha do usuário, o agente na tela compartilha piadas e fatos, gerencia downloads com seu gerenciador de downloads, canta músicas e outras funções. 
O programa apresentava um macaco roxo animado que interagia com os usuários, oferecendo serviços como leitura de textos em voz alta, piadas, previsão do tempo e busca na internet.
Apesar de inicialmente ser comercializado como um aplicativo útil e amigável, o BonziBuddy tornou-se amplamente conhecido por comportamentos intrusivos, incluindo anúncios pop-up e coleta de dados dos usuários. Muitas análises classificaram o programa como spyware, e ele frequentemente figurava em listas de software indesejado. Isso levou ao declínio de sua popularidade e ao encerramento da Bonzi Software em 2004.
o BonziBuddy utilizava o Microsoft Agent, uma tecnologia de assistentes virtuais lançada pela Microsoft em 1996, o Microsoft Agent permitia que desenvolvedores criassem personagens animados que podiam ser integrados a aplicativos para realizar tarefas como fornecer informações, responder perguntas e interagir com o usuário de forma personalizada. O BonziBuddy usava esse framework para apresentar seu personagem animado, que podia falar, fazer movimentos e até cantar.

## Críticas
Em Abril de 2007, os leitores da revista PC World votaram em 6º no BonziBuddy na lista "Os 20 produtos tecnológicos mais irritantes". Um leitor criticou o programa por "ficar fazendo pop-up e ocultando coisas que você precisava ver".
Uma das últimas notícias sobre o BonziBuddy quando ainda estava em distribuição o descreveu como um "spyware"  e a "praga da internet".  Outro arquivo encontrado em 2006 no site da BusinessWeek descreveu BonziBuddy como "o inacreditavelmente irritante spyware trojan".

## Ações Judiciais
O Internetnews.com relatou um acordo de uma ação coletiva em 27 de maio de 2003. Originalmente movida contra a Bonzi Software em 4 de dezembro de 2002, a ação acusou a Bonzi de usar seus banners publicitários para imitar enganosamente alertas do Windows, alertando o usuário de que seu endereço IP estava sendo transmitido. No acordo, a Bonzi Software concordou em modificar seus anúncios para que se parecessem menos com caixas de diálogo do Windows e mais com anúncios reais.

Em 18 de fevereiro de 2004, a Comissão Federal de Comércio divulgou um comunicado indicando que a Bonzi Software, Inc. foi condenada a pagar US$ 75.000 em taxas, entre outros aspectos, por violar a Lei de Proteção à Privacidade Online de Crianças ao coletar informações pessoais de crianças menores de 13 anos com o BonziBuddy.